# 巴斯湖附屬建築物 (加利福尼亞州)
巴斯湖附屬建築物（英語：Bass Lake Annex）是位於美國加利福尼亞州馬德拉縣的一個非建制地區。該地的面積和人口皆未知。

## 地理
巴斯湖附屬建築物的座標為37°16′17″N 119°32′02″W / 37.27139°N 119.53389°W，而該地的平均海拔高度為1027米（即3369英尺）。